# Friday Nights with Yury Revich
Friday Nights with Yury Revich ist eine Konzertreihe, die von dem österreichischen Geiger Yury Revich und Krystian Nowakowski 2015 in Wien ins Leben gerufen wurde. Es ist das Hauptprojekt von MY Arts Verein für kulturelle Unterstützung, einer interdisziplinären Non-Profit-Organisation zur Förderung und Vernetzung junger Künstler auf nationaler und internationaler Ebene.

## Ziele des Veranstalters
Idee und Ziel des Projektes ist die Entwicklung eines neuen Eventformats, das ein formelles, klassisches Musikkonzert und ein informelles Konzert mit anderen Kunstrichtungen vereint zu einem Concert of Arts. Klassische Musik und Kunst sollen damit auch für ein jüngeres Publikum attraktiv gemacht werden.
Darüber hinaus soll jungen Künstlern die Möglichkeit gegeben werden, ihr Können gemeinsam mit bereits bekannten Künstlern wie zum Beispiel Christiane Hörbiger, Maresa Hörbiger, Angelika Kirchschlager, Sona MacDonald und Paul Badura-Skoda zu präsentieren. Unter den jungen Künstlern finden sich zum Beispiel Maria Yakovleva, Primaballerina des Österreichischen Staatsballetts und der Kontrabassist Dominik Wagner.
Neben diesem Ziel bezeichnet der Veranstalter es als ein Anliegen, durch Wohltätigkeitsveranstaltungen auf hilfsbedürftige Menschen und Personengruppen aufmerksam zu machen und Spenden zu sammeln. So konnte im Jahr 2017 eine enge Zusammenarbeit mit UNICEF Österreich erreicht werden.

## Aufbau der Konzerte
Die Konzerte verbinden klassische Musik mit der Präsentation von Bildender Kunst, Angewandter Kunst und Mode. Auch Lesungen, Theater und Tanz ergänzen die musikalischen Darbietungen. Dadurch soll die strenge Form eines klassischen Konzerts aufgebrochen und ein neues Angebot geschaffen werden, Kunst und Musik zu konsumieren. Die jeweils dargebotenen Formen und Verbindungen unterscheiden sich bei jeder der Veranstaltungen.
Die Produktionen erfolgen mit einer großen Zahl an Künstlern und Mitwirkenden. Auch stellen die Programme oft eine Verbindung zur Spielstätte her. Im Schloss Belvedere wurde im Sommer 2017 das Konzert „Der Kuss“ an eine Führung durch das Museum angelehnt und endete vor Gustav Klimts Werk „Der Kuss“.

## Veranstaltungsorte
Neben verschiedenen Veranstaltungsorten in Wien wie z. B. Schloss Belvedere, Musikverein und Semperdepot wurden erste internationale Konzerte durchgeführt.